# (1546) Izsák
(1546) Izsák es un asteroide perteneciente al cinturón de asteroides descubierto por György Kulin desde el observatorio Konkoly de Budapest, Hungría, el 28 de septiembre de 1941.

## Designación y nombre
Izsák se designó inicialmente como 1941 SG1.
Más tarde fue nombrado en honor del astrónomo estadounidense de origen húngaro Imre Izsák (1929-1965).

## Características orbitales
Izsák orbita a una distancia media de 3,175 ua del Sol, pudiendo alejarse hasta 3,562 ua y acercarse hasta 2,789 ua. Su inclinación orbital es 16,14° y la excentricidad 0,1217. Emplea en completar una órbita alrededor del Sol 2067 días.